# Pierre Amrouche
Pierre Amrouche (né le 25 novembre 1948 à Paris) est un écrivain, photographe et expert français, spécialiste en art africain, art primitif et art populaire.

## Biographie

### Enfance et jeunesse
Pierre Amrouche, expert international en art d’Afrique, d’Océanie et d’Amérique du Nord, photographe et écrivain, est né à Paris le 25 novembre 1948. Fils de Jean Amrouche, poète kabyle, critique littéraire, essayiste et journaliste, et de Suzanne Maria Virginie Molbert, professeur agrégé de lettres classiques, issue d’une vieille famille française d’Algérie.
Fortement marqué par la dualité culturelle de son père, et voulant garder la marque de sa filiation, il conserve aujourd’hui deux nationalités, française et algérienne.
Dans son enfance, un récit ethnologique de Claude Lévi-Strauss, Tristes Tropiques, et un livre photographique de Dominique Darbois, Parana, le petit indien, exerceront sur lui la même fascination que ces objets trouvés au hasard de ses déplacements. Son père, qui reçut les ouvrages dédicacés des auteurs, lui en fit cadeau, scellant définitivement un destin de voyageur et de découvreur.
Ses études secondaires le mènent de Paris à l’Afrique sub-saharienne(Bangui), en passant par le Moyen-Orient (Beyrouth), définissant, dès son adolescence, son goût et son intérêt pour le voyage, pour le continent africain et pour les objets.

« Mon grand-père maternel fut en Algérie mon initiateur, ingénieur en chef de la ville d’Alger, il avait pour violon d’Ingres l’archéologie et la préhistoire et dès que j’ai pu l’accompagner il m’a entraîné à sa suite sur ses chantiers à la recherche de vestiges archéologiques, romains en particulier, qui sortaient de terre à chaque coup de pioche ; nous allions aussi dans le lit des oueds après les pluies d’hiver à la quête des pierres taillées affleurant des rives, pointes de flèches ou coups de poing. Il y avait du magique et du rêve dans ces pérégrinations, elles ont laissé une empreinte profonde sur les premières années de ma vie. »

— In Area revue, n°8, hiver 2004, Scènes primitives

« En 1965 je suis parti vivre en Centre Afrique, là j’ai commencé à chercher des objets sur le terrain, pendant un an j’ai sillonné les pistes du pays, le sud du Tchad et le nord Cameroun. Ensuite j’ai passé une année au Moyen-Orient où mon penchant pour l’archéologie m’a repris, les souks de Beyrouth et de Damas n’avaient pas de secret pour moi. Ce goût de la collection m’a accompagné tout au long de mon enfance et de mon adolescence. »

— In Area revue, n°8, hiver 2004, Scènes primitives
De même, sa famille tunisienne habitant Carthage, lui envoyait de petits objets archéologiques.
Après son baccalauréat, il opte pour des études d’histoire de l’art, se spécialisant dans l’épigraphie égyptienne. Ultérieurement, il décide de s’inscrire à l’Institut des langues orientales pour apprendre la langue de toute la lignée paternelle, le berbère de Kabylie.

« Mon père a aussi sa part dans ma vocation, il avait gardé de son enfance tunisienne le goût oriental pour le souk et ses marchandages, un de ses plaisirs était d’aller chiner au marché aux puces de Saint-Ouen et de m’y emmener, là j’ai découvert le monde des antiquaires et des collectionneurs… »

— In Area revue, n°8, hiver 2004, Scènes primitives
.

### L'expert
C’est en 1970 qu’il s’installe à Paris comme « brocanteur ambulant », selon sa patente. À partir de 1975, il devient antiquaire spécialisé, privilégiant la vente d’objets d'art primitif et de curiosités, fidèle à l’esprit des antres parisiennes du début du siècle telle l’enseigne « Au Vieux Rouet », où les collectionneurs de l’avant-garde et les peintres se rendaient pour dénicher et acheter l’objet rare.
Trouver de tels objets nécessitant un vaste terrain de recherches et d’études, Pierre Amrouche arpente sur plusieurs décennies la RCA et Tchad, Cameroun, Gabon, Congo, Zaïre, Sénégal, Mali, Burkina-Faso, R.C.I., Ghana, Togo, Bénin, Nigeria, Moyen-Orient, Polynésie, Inde.
Connaissances approfondies des Arts Premiers et conseils avisés lui donnent accès au statut d’expert en 1981 (Compagnie Nationale des experts), puis expert de la Compagnie des Commissaires-priseurs de Paris. Sa rencontre avec le commissaire-priseur Guy Loudmer sera décisive, il en sera l’expert de 1984 à 1997. Également expert consultant du C.I.C.I.B.A de Libreville (1984), expert près la Cour d'appel de Lomé (1998), expert consultant de Christie's Londres International (2002-2003 ; 2010-2019).
À ce titre, Pierre Amrouche est l’auteur de nombreux catalogues des plus prestigieuses ventes publiques de collections d’art lointains (cf. bibliographie), contribuant ainsi à faire de Paris la première place mondiale pour le marché des ventes publiques d’art africain et océanien.
Parallèlement à cette spécialité, il affirme avec autant de pertinence sa maîtrise de la connaissance et de l’expertise des arts populaires, de la franc-maçonnerie et du compagnonnage, devenant aussi spécialiste dans ces deux domaines (1981 et 1985) et menant, à intervalle régulier, entre 1981 et 1997, de belles ventes dans ces domaines spécifiques, telle la vente de la collection Baylot en 1984. Dans ces mêmes années, il est aussi expert du Musée de la Grande Loge de France.

### Le poète
À l’image de son père, Pierre Amrouche se vit « citoyen du monde ». Il se nourrit de ses voyages, de ses rencontres, de ses lectures et se porte, dès 1966, vers la création littéraire, et plus particulièrement la poésie qui lui permet de brider par une ascèse d’écriture la violence d’une sensualité très intériorisée.
L’Afrique de l’Ouest - et plus particulièrement le Togo, le Bénin - constitue une source continuelle d’inspiration.

### Le photographe
Autre expression de la forme poétique, la photographie, à laquelle Pierre Amrouche, formé par sa mère, s’attache très tôt, ayant perçu l’adéquation entre cet outil d’expression et le foisonnement de sa propre intériorité.
La photographie vient alors compléter l’expression poétique par une dimension visuelle, s’imposant comme aussi nécessaire que nourricière.
Un bon nombre de publications, citées dans la bibliographie, nous donne à voir le travail du photographe Amrouche, « minimaliste, sobre et efficace d’un grand pouvoir d’évocation…une ascèse qui n’a rien de forcé, ne doit rien à des manipulations techniques mais tout à l’œil, à la rapidité de la saisie… » (Michel Bohbot dans Pierre Amrouche, Le Jour d’avant, Bruxelles, 2013).
Aujourd’hui, Pierre Amrouche continue à dispenser son expertise dans les domaines qui sont les siens et travaille sans relâche à la création de nouveaux textes et de nouvelles photographies, consubstantiels à sa nature complexe et riche d’humanité.

### L'Expert - Ventes publiques

#### Art Populaire et Franc Maçonnerie
- Collection Jean Baylot, franc-maçonnerie et compagnonnage, bijoux, bibelots, boîtes et tabatières, coffrets et maillets, faïences et porcelaines, tableaux, verrerie, mobilier, armes et sceaux, jetons et médailles, tabliers, sautoirs et cordons…Paris, Loudmer, 1984
- Curiosités : Franc-maçonnerie et compagnonnage : Collection de Madame Z et à divers amateurs, Paris, Loudmer, 1985
- Curiosités : Franc-maçonnerie et compagnonnage, cannes et tabatières, Paris, Loudmer,  1986
- Objets de curiosité, franc-maçonnerie et compagnonnage, collection de cannes, Paris, Loudmer, 1988.
- Haute curiosité. Franc-maçonnerie. Art nouveau. Paris. Loudmer, 1994.
- Franc-maçonnerie. Cannes de collection. Paris, Loudmer. 1997.

#### Art Primitif [Expert et/ou Auteur]
- Arts primitifs : objets provenant des collections Konietzko, Pitt-Rivers, Rabut, Rasmussen, Charles Ratton, Heye Foundation, Craigcleuch Castle Museum, Seton Museum, Paris, Loudmer, 1984
- Arts primitifs : collection et bibliothèque Louis Carré, Paris, Loudmer, 1985
- Arts primitifs : Amérique, Océanie, Afrique. Documentation. Collection Tristan Tzara et à divers amateurs, Paris, Loudmer, 1988
- Le grand Byeri de Chinchoa : Arts primitifs, Paris, Loudmer, juin 1991
- Collection Louis et Geneviève Rodis, Paris, Loudmer, 1994
- Arts primitifs : Ancienne collection Georges Sadoul & à divers amateurs, Paris, Loudmer, 1996
- Arts primitifs, collection Pierre Guerre, Paris, Loudmer, 1996
- Fonds de la galerie Duperrier, Paris, Loudmer, 1997
- Collection Hubert Goldet, P - Collection, Paris, Ricqlès, 2001[5],[6]
- "René Gaffé, l'ami des arts" René Gaffé - Art tribal, Paris, Artus Associés & Calmels-Chambre-Cohen, 8 décembre 2001
- André Breton, 42 rue Fontaine, Paris, Calmels-Cohen, 2003
- Collection Marie et Philippe de Thézy : arts primitifs, Paris, Calmels Cohen, 2005
- Pierre et Catherine Descargues : regards et témoins, Paris, Calmels-Cohen, 2005
- Collection Vérité, Paris, Enchères Rive Gauche, 2006[7]
- Collection Robert Lebel, Paris, Calmels-Cohen, 2006
- Arts primitifs : de la collection Walter Bondy et à divers amateurs, Paris, Enchères Rive-Gauche, 6 décembre 2008
- "La Collection Durand-Barrère, une collection discrète" in Art africain : Collection Durand-Barrère, Paris, Piasa, 5 décembre 2008
- Deux collections françaises : Antiques, Asie, Afrique, Océanie, successions Armand Charles & Léon Fouks, Paris, Enchères Rive Gauche, 2009
- "Jacques Kerchache, inventeur et enchanteur" in Collection Anne et Jacques Kerchache, Paris, Pierre Bergé & Associés, 12-13 juin 2010
- Six chefs-d'œuvre d'art africain de la Collection Kahane, Paris, Christie's, 1er décembre 2010
- Art océanien, africain et d'Amérique du Nord : Collection Bottet et à divers amateurs, Paris, Christie's, 14 juin 2011
- La Collection Hotz : Art d'Afrique, Paris, Christie's, 14 juin 2011
- Art océanien : objets de curiosité provenant de la collection Daniel Blau, Paris, Christie's, 13 décembre 2011
- Arts of Africa, Oceania and the Americas : including property from the Estate of Ernst Beyeler, New York, Christie’s, 10 mai 2012.
- "Micromegas : A propos d'un ensemble d'objets miniatures du Fine Arts Museums de San Francisco, de l'ancienne collection Marcia et John Friede" in Art africain et océanien, Paris, Christie's, 11 décembre 2012
- "Vivre pour collectionner ou collectionner pour vivre ?" in Collection Jolika, chefs-d'œuvre de Nouvelle-Guinée provenant des Fine Arts Museums de San Francisco, Paris, Christie’s 19 juin 2013.
- Art africain et océanien : Collection Bartos et sélection d'œuvres provenant de l'Art Institute of Chicago, Paris, Christie’s, 19 juin 2013
- "Un regard radical" in Un regard poétique, collection Yves Créhalet, Paris, Enchères Rive-Gauche, 18 novembre 2013
- "Rudolf Blum, chasseur d'art" in Art africain : Œuvres provenant de la collection de Rudolf et Eléonore Blum, Paris, Christie's, 19 juin 2014
- "Collectionner aujourd'hui" in Force et présence : Une collection d'art africain et océanien du nouveau siècle, Paris, Christie's, 11 décembre 2014
- "Le Kota William Rubin : Une généalogie aristocratique" in Art d'Afrique, d'Océanie et d'Amérique du Nord, Paris, Christie's, 23 juin 2015
- "Deux chefs-d'œuvre de la collection Vérité : La Baga et le masque Grébo / Krou" in Art d'Afrique, d'Océanie et d'Amérique du Nord, Paris, Christie's, 23 juin 2015
- "Robin des bois au Pays des Merveilles" in Souvenirs d'un montreur de curiosités, Paris, De Baecque & Associés, 23 septembre 2016
- "Madeleine Meunier, gardienne du trésor" in Aristide Courtois et Charles Ratton, au cœur de la succession Madeleine Meunier, Paris, Christie's / Millon, 15 décembre 2016[8]
- "Vérité, les dernière pépites" in Collection Vérité, arts d'Afrique, d'Océanie et d'Amérique du Nord, Paris, Christie’s, 21 novembre 2017
- Collection Laprugne et à divers amateurs, Paris, Christie's, 4 avril 2017
- "Michel et Catherine Andrault, collecteur d'esprits" in Collection Andrault, Paris, De Baecque & Associés, 25-26 juin 2018
- "La Collection Liliane et Michel Durand-Dessert, dans la matière de l'Art" in Futur antérieur : la collection d'art africain de Liliane et Michel Durand-Dessert, Paris, Christie's, 27 juin  2018
- Chefs-d'œuvre d'art africain et océanien de la collection Adolphe Stoclet, Paris, Christie's, octobre 2018

### L'Auteur et le poète
Poésie
- Capitaine Capita in Paul Ahyi, Lomé, Centre culturel français, 2002
- Ballade pour Malick Sidibé - L’œil de ma mobylette  In Malick Sidibé : photographies de la vie bamakoise. Avec M. Sidibé, B. Ollier, Angers, Musée d’Angers, 2003
- Fatma Blues in Slimane, Paris, Galerie Berthet Aittouarès, [2003 ]
- Fatma Blues in Le Portrait dans tous ses états, Montmorillon, Chapelle des Grandmontains [s. d.] [2003 ]
- Lomé Songs, poèmes, avec Paul Ahyi, Lomé, Éditions HAHO, 2004
- Des jours de plus en moins, Paris, Présence africaine, 2004
- Filles de chair, avec Jacques Bosser, Paris, Area, 2005
- Midi, n°23, mai 2005
- Midi, n°22, octobre 2005
- Midi, n°24, septembre 2006
- Fraternité océanique, Paris, Présence africaine, 2007
- Parti pris 1 de Pierre Amrouche. Big bang. Pierre Segoh, [S; l.], Michel Aveline, [S. d.] [c. 2010]
- Treize poèmes inTreize charmes d’Afrique, avec Yves Créhalet, Luc Berthier, Paris, Présence africaine, 2012
- Chants de Lomé : Poèmes, Paris, Présence africaine, 2012
- Question de Gou  in Didier Ahadji : Sculptures, Paris, Galerie Vallois, [2016]
- Sortir la corvée du bois – Wounded Knee sur Seine in Les Racines poussent aussi dans le béton de Kader Attia, Vitry-sur-Seine, MAC VAL, 2018
- Ballade pour Malick Sidibé in Sous l'œil de Malick Sidibé et un chant contre le Sida, Genève, Slatkine, 2019
- Agama. Illustré par Akira Inumaru. Paris, Area, 2021.

### Articles
In Revues : 
- « Renouveau culturel au Gabon », in Arts d’Afrique noire, n° 55, automne 1985
- « Art primitif et presse », in Arts d’Afrique noire, n° 56, hiver 1985
- "Paris célèbre l’Art africain" in Géopolitique africaine, octobre 1986
- "Le CICIBA, pour rassembler et exalter le génie Bantou" in Géopolitique africaine, mars 1986
- Avec F. Duret-Robert, F. Ndiaye, A de Monbrison « Une approche de la statuaire africaine », in Connaissance des arts, n° 441, 1988
- « Art Moba chez Pierre Amrouche », in Arts d’Afrique noire, n° 79, 1991
- « Ancêtres Moba », in L'Autre, n° 3, décembre 1991
- « Hommage à Aimé Césaire », in Présence africaine, 2008
- « Paul Ahyi, charpentier des corps », in Présence africaine, 2009
- Avec L. Perrois et al. « Le Kota William Rubin », in Art d’Afrique, de l’Océanie et d’’Amérique du Nord, juin 2015
- « De l’Art nègre à l’Art africain : un point de vue commercial », in "De l'Art nègre à l'Art africain", Arts d’Afrique noire, 1er colloque européen sur les arts d’Afrique noire, Paris, 1990
- « L’art Moba : une apparente simplicité », in « Créer en Afrique », Arts d’Afrique noire, 2e colloque européen sur les arts d’Afrique noire, Paris, 1993
- « Vincent Bounoure. Notes sur les Arts sauvages en réponse à Pierre Amrouche », in L’Autre : revue transculturelle, 1992, n° 4
- "Souvenirs de Saint-Exupéry" in Point fixe, n° 44, 2000
- "Le Culte des Ibedji ou la représentation exorciste" in Jumeaux. L'Art et la manière, dir. par Evelyne Adoue et Juliette Solvès, Paris, Editions Autrement, 2002
- « Les Moba du Togo », in Point fixe, n° 54, 2003
- « Le culte des Ibedji ou la représentation exorciste », in Point fixe, n° 55, 2003
- « Sur la route des objets : Entretien avec N Mey et A. Avila », in Scènes primitives, Paris, Aréa Revue)s(, n° 8, hiver 2004
- « Aimer l'Afrique : Entretien avec N Mey», in Scènes primitives, Paris, Aréa Revue)s(, n° 8, hiver 2004
- « Fétichisme africain, regard blanc sur un monde noir », in Scènes primitives, Paris, Aréa Revue)s(, n° 8, hiver 2004
- « Aristide Courtois le brûleur de cases, 1883-1962 », in Revue Arts & cultures / Musée Barbier-Mueller, 2006
- « Huit masques en quête d’auteur : note sur les masques dits Mahongwé», in Revue Arts & cultures / Musée Barbier-Mueller, 2006
- "Dominique Darbois, Afrique terre de femme" in Féminin-Pluriel, Paris, Aréa Revue)s(, n° 19-20, automne-hiver 2009
- « Alioune Diop et Présence africaine. Décoloniser l’Art africain ? », in Présence africaine, n° 181-182, 2010
- « Aperçu de l’art traditionnel au Togo », in L’Architecture et l’art traditionnel au Togo / Traditionnelle Architektur und Kunst in Togo, par Wolfgang Lauber, 2010 (Projet de recherche au Togo financé par la DFG, Deutsche Forschungsgemeinschaft Bonn)
- « Art Moba du Togo », in L’Architecture et l’art traditionnel au Togo / Traditionnelle Architektur und Kunst in Togo, par Wolfgang Lauber, 2010 (Projet de recherche au Togo financé par la DFG, Deutsche Forschungsgemeinschaft Bonn)
- « Paulin Joachim un Africain d’autrefois », in Présence africaine, n° 187-188, 2013
- « Regarder et voir », in Revue Arts & cultures / Musée Barbier-Mueller, 2015

In Catalogues d'expositions :
- "Préface : Fétichisme africain : Un regard blanc sur un monde noir", in Fétiches et fétichismes, Paris, Passage de Retz, 1999
- Ibedji : le culte des jumeaux en pays Yoruba, Paris, Galerie Flak, 2001
- "Fatma Blues" in Slimane, Paris, Galerie Berthet-Aittouarès, [2003 ]
- Fatma Blues in Le Portrait dans tous ses états, Montmorillon, Chapelle des Grandmontains [s. d.] [2003 ]
- Esprit Kachina : Poupées, mythes et cérémonies chez les Indiens Hopi et Zuni, et al., ill Xavier Mérigot, Paris, Galerie Flak, 2003
- L'Or des Akans in Gli Ori deggli Akan, Gênes, Museo delle Culture del Mondo, 2006
- "Afrique, terre de femmes. Photographies de Dominique Darbois" in Afrique, terre ancestrale, Reykjavik, National Museum of Iceland, 2007
- "Afrique, terre des Arts", in Afrique, terre ancestrale, Reykjavik, National Museum of Iceland, 2007
- "Via Passaré, passage, passeur, passion..." in Via Passaré : Alessandro Passaré, Paris, Espace Berggruen, 2007 et Savone, Fortezza del Priamar, 2007-2008
- "Vlaminck et l’art nègre, un paradoxe", in Vlaminck, un instinct fauve, Paris, Musée du Luxembourg, 2008
- "Une passion d'origine", Arts premiers d’Afrique et d’Océanie : découvrir, ressentir, partager ; collection Michel Bohbot, Sens, Montbéliard, Auxerre, 2008-2009
- "Aristide Courtois, un contributeur fondamental, 1883-1962" in Les Forêts natales : arts d'Afrique équatoriale atlantique, en collab. avec Louis Perrois et Yves Le Fur, Paris, Musée du quai Branly - Jacques-Chirac, 2017- 2018
- "Sculture Vaudou Fon del paese d'origine. Un' arte profondamente apotropaica" in Ex Africa. Storie e identità di un’ arte universale, Bologne, Museo Civico Archeologico, 2019
- "Statuette de type Moal Papa" in Archipel : Fonds de dotation Jean-Jacques Lebel, Nantes, Musée d'Arts de Nantes, 2020

### Divers Ouvrages
Art d'Afrique
- Art Moba du Togo, Paris, Galerie Amrouche Bohbot Keeser, et Lomé, Galerie Yassine, 1991
- Corps et décors : statuaire Lamba et Losso du Togo, Paris, Espace Berggruen, 2008
- De fer et de bois : hwé li, un vodun en pays Fon, Paris, Espace Berggruen, 2009
- Regards de masques : Carnets de route du Gabon, Paris, Présence africaine, 2015
- Fétiches de l’ancienne côte des esclaves, avec Daniel Boudre, Toulouse, Toguna, 2014
- Moba, Milan, Ed. 5 Continents, 2024

Art d'Afrique Contemporain
- Paul Ahyi, charpentier des corps in Paul Ahyi, Paris, Espace Berggruen, 2007

Algérie
- Marcel Reggui Les massacres de Guelma : Algérie, mai 1945. Une enquête inédite sur la furie des milices coloniales, préface de Pierre Amrouche et r Jean-Pierre Peyroulou, Paris, La Découverte, 2008[9]

Nouvelles
- Le Chien de ta mère. Nouvelles. Préface de Kangni Alem. Lomé, Editions Continents, 2021[10]

Divers
- Terre d'enfants, en collab. avec Dominique Darbois, Paris, Xavier Barral, 2004
- Afrique, terre de femmes, Photographies de Dominique Darbois, Neuchâtel, Ides et Calendes, 2004
- Collection Bernard et Bertrand Bottet, Paris, en collab. avec Marie-Laure Terrin-Amrouche, Paris, AES, 2013[11]

### Le Photographe
- Vénus en Périgord, Paris, Galerie La Réserve d’Area et Musée de Périgueux, 2005
- Scènes primitives, Paris, Aréa Revue)s(, hiver 2004 (nombreuses photographies reproduites)
- Tribale Globale, Venise, Pavillon de la Marginalité et Savone, Musée du Priamar, 2007-2008
- Désordre d’Éros, Paris, African Muse Gallery, 2007
- Le Jaune de Naples, Naples, Château de l’Œuf, 2009
- Jours tranquilles au Bénin, Bruxelles, Fine Art Studio, 2010
- Juste au corps, Bruxelles, Fine Art Studio, 2011
- Photography, Bruxelles, Fine Art Studio, 2012
- Jours tranquilles au Bénin, Paris, Galerie Bernard Dulon, 2012
- Affinity, Senses and Sensuality, Bruxelles, Fine Art Studio, 2012
- Le Jour d’avant, introduction et poèmes de Michel Bohbot, Bruxelles, Fine Art Publishing, 2013